# 達芙妮國際
達芙妮國際控股有限公司是一家於香港交易所主板上市公司，主營業務為女鞋類產品研發製造及銷售，員工人數多達24000名。該集團專長為原設備製造商（OEM）及品牌業務經營商。

## 歷史
永恩國際於1987年由陳賢民及張文儀共同創辦，早期生產及銷售鞋類產品到美國。1990年代初，進攻中國大陆市場以「美達妮」品牌生產女裝鞋。該集團於1995年於香港上市集資。
2004年推出鞋櫃品牌，在中國大陆設逾80間分店。2006年開始在台灣開分店。
陳英杰學生時代愛玩樂團，與任賢齊相識，也與音樂娛樂界關係良好。

## 品牌業務
除自設品牌達芙妮(DAPHNE)D18、達芙妮D28及鞋櫃(SHOEBOX)外，永恩成為愛迪達中國特許零售商。集團將特許其他生產商使用「達芙妮」品牌，以生產不同類別的產品，如手袋、錢包及其他足部護理產品等。最新推出的有眼鏡系列，目標市場包括中國以至亞洲其他國家。
2004年6月，「達芙妮」已有600家直營店、280家聯營店，授權加盟店則有上千家。2004年全年營收17.89億元港幣(約合新台幣75億餘元)，去年初估仍有30%以上成長。目前達芙妮號稱，現在大陸每五雙品牌女鞋，就有一雙來自達芙妮。
2005年，建築師林洲民執行的 Daphne 鞋店品牌國際形象設計，獲德國 iF 傳達創意設計金獎，這是舉辦50年來該設計獎座首件雙冠榮銜。
2008年，達芙妮在中國大陆的店數已達2800家；另鞋櫃店數約300 家。旗下愛迪達店數約130家。台灣方面，預計今年底的店數將由目前近30家增至50家。

## 集團近況
永恩急速發展，達芙妮店舖增長約40%，鞋櫃和愛迪達更以倍升。
宣傳方面，2006年永恩投資開拍電影「我愛達芙妮」（名稱待定），由任賢齊及劉若英主演，委任劉若英為「達芙妮D28」系列的代言人。
2005年，邀請到偶像團體S.H.E擔任「達芙妮D18」系列代言人，並由S.H.E設計限量鞋款，2006年續約，於國內及台灣宣傳。
2006年，進軍台灣，目標是在台灣開店30間，希望「達芙妮」成國際品牌。首間「達芙妮」店於2006年上半年開幕，在北台灣以及中台灣已有近10間的分店，2006年底，特別獨家贊助『達芙妮 S.H.E 移動城堡台北巨蛋演唱會』，並藉由S.H.E的超人氣，在台灣漸漸打開知名度。
2008年4月，永恩集團簽下Nike大陸分銷權、美國休閒鞋知名品牌HH Brown，及巴西女鞋Arezzo的中國總代理。
2012年4月13日，由陳英杰表弟陳怡勳及陳怡臻各持50%股權的第三大股東Top Glory Assets，在收市後以每股10.8元至11.4元，配售3000萬股，涉資約3.24億至3.42億元，批股後持股將降至約10.4％
2016年起網路購物大舉衝擊店面商業，達芙妮經營開始轉壞，多年虧損關掉約2614家店面，2019年達芙妮市值只剩下6.2億港元，和2012年170億港元相比，市值縮水96.5％。從2015到2018年就虧損掉約40億港幣，其核心競爭力已經喪失，2019年上半年更同比前一年大跌17.3%的營業額，半年平均每天關店3家共關店1184家，其面對網路購物和更多新興潮鞋品牌進攻顯得乏力。
2020年8月，达芙妮宣布退出实体零售业务。

## 外部連結
- 達芙妮正體官方網站 （页面存档备份，存于）